# BMW K 1200 R
Die BMW K 1200 R ist ein unverkleidetes Motorrad des Fahrzeugherstellers BMW und wurde von 2005 bis 2008 im BMW-Werk Berlin in Spandau gefertigt. Das Naked Bike wurde am 15. September 2004 auf der Intermot in München der Presse vorgestellt. Verkaufsstart war am 4. Juni 2005.

## Konzeption
Die K 1200 R ist technisch der BMW K 1200 S sehr ähnlich, jedoch ohne Vollverkleidung, mit einem höheren Lenker, modifizierter Leistungsentfaltung, geänderten Radstand und Nachlauf. Das Motorrad beschleunigt in 2,9 Sekunden von 0 auf 100 km/h und war bis zur Präsentation der Suzuki B-King im Jahr 2007 das leistungsstärkste in Serie gefertigte Muscle Bike der Welt.

## Konstruktion

### Antrieb
Der flüssigkeitsgekühlte Vierzylindermotor erzeugt aus 1157 cm³ Hubraum eine Nennleistung von 120 kW (163 PS) und ein maximales Drehmoment von 127 Nm bei einer Drehzahl von 8250 min−1. Der Zylinderkopf des quer eingebauten Reihenmotors hat zwei obenliegende Nockenwellen, welche über Schlepphebel je Zylinder zwei Einlass- und zwei Auslassventile ansteuern. Die vier Zylinder des Viertaktmotors haben eine Bohrung von 79 mm Durchmesser, die Kolben haben einen Hub von 59 mm bei einem Verdichtungsverhältnis von 13:1. Die Höchstgeschwindigkeit liegt bei 262 km/h.

### Kraftübertragung
Der Primärtrieb erfolgt über schräg verzahnte Getrieberäder. Die Krafttrennung wird durch eine hydraulisch betätigte Mehrscheibenkupplung im Ölbad ermöglicht, die Drehmomentumwandlung durch ein klauengeschaltetes Getriebe mit sechs Gängen. Der Sekundärantrieb erfolgt über einen Kardanantrieb.

### Kraftstoffversorgung
Eine digitale Motorsteuerung regelt die elektronische Einspritzung mit integrierter Klopfregelung (BMS-K). Der durchschnittliche Kraftstoffverbrauch beträgt 5,5 Liter auf 100 km bei einer Geschwindigkeit von 120 km/h. Der Kraftstofftank besteht aus Kunststoff und hat ein Volumen von 19 Liter, davon sind 4 Liter Reserve. Der Hersteller empfiehlt die Verwendung von Motorenbenzin mit einer Klopffestigkeit von mindestens 98 Oktan. Die Abgasnachbehandlung erfolgt durch einen geregelten Drei-Wege-Katalysator und unterschreitet die Schadstoffgrenzwerte der Abgasnorm Euro-3.

### Fahrwerk
Das Fahrwerk baut auf einem Brückenrahmen aus Aluminium auf und hat eine mittragende Motor-Getriebe-Einheit. Das Vorderrad wird von einem Duolever mit Zentralfederbein und 110 mm Federweg geführt. Das Hinterrad wird von einer Einarmschwinge aus Aluminiumguss mit Paralever geführt. Am Vorderreifen verzögert eine Doppelscheibenbremse mit 320 mm Durchmesser und hinten eine Scheibenbremse mit 265 mm. Ein abschaltbares Antiblockiersystem wurde optional angeboten. Die Räder aus Aluminiumguss haben vorn die Maße 120/70 ZR 17 und hinten 180/55 ZR 17.
Gegenüber der vollverkleideten BMW K 1200 S hat die R einen breiteren Lenker und einen kürzeren Kraftstofftank, wodurch der Fahrer weiter vorn und aufrechter sitzt. In Kombination mit dem um 11 mm verkürzten Nachlauf des Vorderrads ergibt sich eine etwas höhere Agilität.
- Zentralfederbein mit Hebelsystem, Federvorspannung mittels Handrad hydraulisch stufenlos einstellbar, Zugstufendämpfung einstellbar
- Federweg vorn/hinten 110 mm/120 mm
- Lenkkopfwinkel 61°
- Nachlauf 87 mm
- Felgenmaß vorne 3,50×17"
- Felgenmaß hinten 5,50×17"
- Bremse vorne Doppelscheibenbremse, schwimmend gelagerte Bremsscheiben, Durchmesser Ø 320 mm, 4-Kolben-Festsattel
- Bremse hinten Einscheibenbremse, Durchmesser Ø 265 mm, Doppel-Kolben Schwimmsattel

### Maße/Gewichte
Das Trockengewicht beträgt 211 kg, das zulässiges Gesamtgewicht 450 kg.
- Schrittbogenlänge bei Leergewicht: 1.810 mm
- Leergewicht fahrfertig, vollgetankt: 237 kg
- Zuladung (bei Serienausstattung) 213 kg

## Kritiken
„Hier steht ein nacktes, pures Motorrad. Die Technik ist von allen Seiten sichtbar, für den Fahrer gibt es kaum Schutz vor den heranstürzenden Luftmassen – aber genau das macht ja den Reiz der so genannten Naked Bikes oder Roadster-Motorräder aus.“

„Dazu kommen der tiefe Schwerpunkt durch die geneigte Einbauposition des Triebwerks und die fahrdynamische Besonderheit der Duolever-Vorderradführung, beim Verzögern kaum einzufedern. Im Zusammenspiel mit dem mächtigen Reihenvierer bedeutet dies: Auf einer K 1200 R ist man ungemein schnell, aber auch ungemein unspektakulär unterwegs. Da steigt selbst unter vollem Leistungseinsatz kein Vorderrad, wenn man nicht kräftig am Lenker zieht. Und bei herzhaften Bremsmanövern kein Hinterrad. Immer bleiben die Räder, wo sie hingehören, und sie laufen unter allen Umständen in der Spur, weil sich weder die Gabel noch der kurze Rahmen signifikant verwinden.“

„Doch so herrlich böse sich der wunderbar durchzugsstarke Motor auch benimmt, mit dem vom eingangs erwähnten BMW-Mitarbeiter gewünschten Image des fast unfahrbaren Monsters wird's dann doch nichts. Dem macht das spurstabile, gut berechenbare und – welch häßliches Wort – gutmütige Fahrwerk einen dicken Strich durch die Rechnung.“

## Trivia
Milla Jovovich fuhr die K 1200 R im Horror-Film Resident Evil: Extinction, Nicolas Cage im Actionthriller Bangkok Dangerous.